# Bacardi Bowl
Le Bacardi Bowl fut un match annuel d'après-saison régulière de football américain et de niveau universitaire qui se jouait à Cuba dans le "La Tropical Stadium" de La Havane. Il s'agissait à l'époque de l'événement sportif annuel culminant de Cuba. Les cinq premières éditions ont opposé une équipe issue des universités américaines (généralement celles situées les plus au Sud) à une équipe universitaire cubaine voire à un club sportif cubain. Les matchs de 1937 et 1938 furent respectivement connus sous les sobriquets de Bacardi Bowl et de Rhumba Bowl et celui de 1946 fut le plus souvent considéré comme le premier des Cigar Bowls.

## Palmares
Les caractères en italique indiquent un match nul.

| Dates            | Vainqueurs                  | Vainqueurs | Perdants                    | Perdants | Assistance |
| ---------------- | --------------------------- | ---------- | --------------------------- | -------- | ---------- |
| 25 décembre 1907 | LSU Tigers                  | 56         | Havana University           | 0        | 10.000     |
| 1er janvier 1910 | Havana Athletic Club        | 11         | Tulane Green Wave           | 0        |            |
| 1er janvier 1912 | Mississippi State Bulldogs  | 12         | Havana Athletic Club        | 0        |            |
| 25 décembre 1912 | Florida Gators              | 28         | Vedado Athletic Club        | 0        |            |
| 31 décembre 1921 | Cuban Athletic Club         | 14         | Mississippi Ole Miss Rebels | 0        |            |
| 1er janvier 1937 | Auburn Tigers               | 7          | Villanova                   | 7        | 12.000     |
| 2 janvier 1938   | Rollins                     | -          | Cuban Navy                  | - †      |            |
| Octobre 1939     | Georgia Southern Eagles     | 14         | Havana University           | 0        |            |
| 9 décembre 1939  | Georgia Southern Eagles     | 27         | Havana University           | 7        |            |
| 7 décembre 1946  | Southern Miss Golden Eagles | 55         | Havana University           | 0        |            |

† Le match au Campo Polar fut annulé après un accident de marine à Cali en Colombie.

## L'histoire

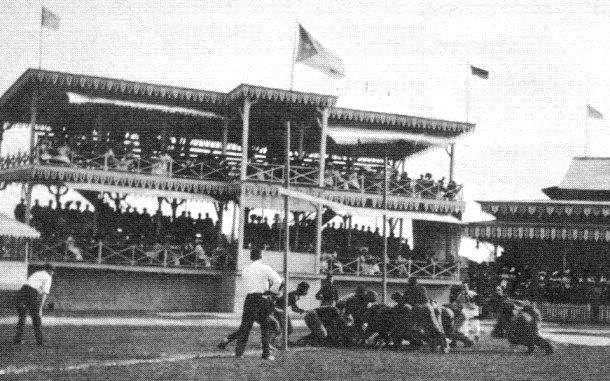
Photo du Bacardi Bowl de 1907

Le match de 1907 est le premier match d'une équipe universitaire américaine hors des États-Unis.
Le match de 1910 voit la première victoire d'une équipe cubaine (l'Havana Athletic Club) sur une équipe universitaire américaine (Tulane Green Wave) et cela apporta beaucoup de joie aux habitants de La Havane. La match eut lieu au Almendares Park l'après midi du jour de l'an 1910 devant un parterre de spectateurs issus de l'élite cubaine.
Le match de 1911 oppose les Mississippi State Bulldogs (dénommée à cette époque Mississippi A&M)  au  Club Atletico de Cuba à La Havane. MSU était emmené à l'époque par la star Morley Jennings et dirigé par W.D. Chadwick (bilan de 7 victoires, 2 défaites et 1 nul en 1911).
Le match de 1912 se déroule pendant les vacances de Noël et met en présence Florida Gators contre le Vedado Athletic Club. Victoire aisée des Gators sur le score de 27 à rien.
L'histoire de l'équipe des Auburn Tigers avec les bowls débute par ce match de 1937 contre Villanova. Il se jouera devant 15 à 18.000 spectateurs. C'est la première fois que deux équipes universitaires américaines se rencontrent en sol étranger. Les premiers points sont inscrits pour Auburn par le RB Billy Hitchcock à la suite d'une course de 40 yards sur la gauche du terrain en fin de première mi-temps(7-0). Les Wildcats de Villanova inscrivent un touchdown après avoir contré un coup de pied de dégagement lequel est recouvert dans la end-zone par le lineman Matthews Kuber'. La conversion du TD met les deux équipes à égalité. Le match se termine sur le score de 7 à 7. L'équipe d'Auburn retourne aux États-Unis après un voyage de 11,000 miles. Ils terminent leur saison sur un bilan de 7 victoires, 2 défaites et 2 partages, terminant, sous la direction de leur coach Jack Meagher, 13e équipe du classement national.
Le match avait été joué sous une atmosphère de révolution. Fulgencio Batista, le dictateur qui sera renversé 22 ans plus tard par Fidel Castro, venait juste de prendre le pouvoir. La rencontre avait presque été annulée parce qu'aucune image de Batista ne figurait sur le programme du match. Un rapide passage par l'imprimeur sauva le bowl.
Après la disparition du Bacardi Bowl, un match de football de NCAA ne serait plus joué en dehors des États-Unis jusqu'à au match joué à Tokyo, au Japon en 1977 entre les Tigers de Grambling State et les Owls de Temple. Il s'agissait du premier Mirage Bowl qui, malgré son nom, était un match de saison régulière. Il fut joué tous les ans jusqu'en 1993. Par la suite, il faudra attendre 2007 pour avoir de nouveau un match universitaire joué hors des États-Unis lorsque Cincinnati rencontre (et bat) Western Michigan à Toronto au Canada, lors de l'International Bowl.